# 부동산
부동산(不動産, 영어: real estate, immovable property)은 토지와 그것에 정착된 건물이나 수목(樹木) 등, 움직여 옮길 수 없는 재산이다. 또한 나라에 따라 특별한 법률에 의하여 입목(대한민국, 일본)이나 철도재단(일본) 등의 준부동산(의제부동산)도 넓은 의미로 하나의 부동산이 될 수 있다.
대한민국 민법은 “토지 및 그 정착물은 부동산”(제99조 제1항)이라고 정의하고 있다. 그리고 “부동산 이외의 물건은 동산이다”(제99조 제2항). 이 외에도 여러 가지 법률을 통해 토지 및 그 정착물에는 토지, 토지와 별개의 독립한 부동산인 건물, 토지에 부착된 수목의 집단(입목)으로 입목등기를 마친 수목, 명인방법을 갖춘 수목이나 수목에서 분리하지 아니한 열매 등의 천연 과실, 토지에서 경작·재배하여 토지에서 분리하지 아니한 농작물 등도 부동산에 해당한다고 규정되어 있다.
독립된 부동산으로서의 건물이라고 하기 위하여는 최소한의 기둥과 지붕 그리고 주벽이 이루어지면 된다.
일본 민법은 대한민국 민법과 동일한 정의를 내리며, 다만 부동산은 이동이 용이하지 아니하고 고가의 재산이기 때문에 동산과는 다른 규제를 받는다(제177조)고 정의하고 있다. 또한 부동산은 특별법에 의하여 공장재단, 광업재단, 어업재단, 관광시설재단, 항만운송사업재단, 도로교통사업재단, 자동차교통사업재단, 철도재단, 궤도재단 등도 등기를 통하여 부동산으로 인정된다. 

## 같이 보기
- 건물
- 등기
- 법무사
- 토지
- 동산
- 종합부동산세
- 투기지역
- 감정평가
- 경계확정의 소